# 중앙아메리카아구티
중앙아메리카아구티(Dasyprocta punctata)는 아구티과에 속하는 설치류의 일종이다. 주요 분포 지역은 멕시코 남부의 치아파스주와 유카탄반도부터, 중앙아메리카를 거쳐, 에콰도르 북서부와 콜롬비아 그리고 멀리 베네수엘라 서부까지이다. 이산 분포가 높은 개체군은 페루 남동부와 남쪽으로 브라질 남서부, 볼리비아, 파라과이 서부 그리고 아르헨티나 북서부 지역이다. 이산 개체군은 갈색아구티(Dasyprocta variegata)라는 별도의 종으로 간주하기도 하며, 지리적 변이에 대한 전문적인 검토가 필요하다. 중앙아메리카아구티는 또한 쿠바와 바하마, 자메이카, 히스파니올라섬 그리고 케이먼 제도에서 도입종으로 분포한다. 사냥과 벌목때문에 일부 개체군이 줄어들고 있으나 대형 개체군들은 유지되고 있으며 멸종 위기종은 아니다.